# Che bel regalo
Che bel regalo (It's a Gift) è un film diretto da Norman Z. McLeod con W.C. Fields.

## Trama
Harold Bissonette, proprietario di una drogheria nel New Jersey, è perseguitato dall'ansia di sua moglie ed è padre sfinito di un figlio grande e di un ragazzino. Per dormire un po' esce sul portico dove è tormentato da Baby Dunk, un ragazzino che si trova piano di sopra, e da un assicuratore. Harold usa un'eredità per comprare un aranceto e, venduto il negozio, parte in auto per la California con la sua famiglia. In realtà l'aranceto è un albero appassito e la casa lì presente è una baracca, inoltre la macchina va a pezzi. Tutto finisce felicemente grazie ad un gestore di una pista da corsa che vuole la terra.

## Distribuzione
Il film uscì il 30 novembre 1934 nelle sale statunitensi e, nel 1935, in Francia, Giappone e Danimarca, mentre è inedito in Italia.

## Riconoscimenti
Nel 2000 l'American Film Institute lo ha inserito al 58º posto nella lista delle cento migliori commedie americane di tutti i tempi.
Nel 2010 è stato scelto per la preservazione dal National Film Registry presso la Biblioteca del Congresso degli Stati Uniti.